# Bartolomé Buigues Oller
Bartolomé Buigues Oller TC (ur. 7 marca 1963 w Teulada) – hiszpański duchowny katolicki posługujący w Kostaryce, biskup diecezjalny Alajuela od 2018.

## Życiorys
Święcenia kapłańskie otrzymał 22 kwietnia 1989 w zgromadzeniu amigonianów. Był m.in. mistrzem postulatu i nowicjatu, wikariuszem i przełożonym prowincji, radnym generalnym zakonu oraz przewodniczącym konferencji zakonników kostarykańskich.
1 marca 2018 papież Franciszek mianował go biskupem diecezjalnym Alajuela. Sakry udzielił mu 26 maja 2018 jego poprzednik – biskup Ángel San Casimiro Fernández.